# 유예 (완구후)
유예(劉埶, ? ~ 기원전 154년)는 전한 중기의 제후로, 초원왕의 아들이다.

## 생애
경제 원년(기원전 156년), 완구후(宛朐侯)에 봉해졌다.
완구후 예 3년(기원전 154년), 반란을 일으켜(오초칠국의 난) 주살되었다.

## 출전
- 사마천, 《사기》 권19 혜경간후자연표
- 반고, 《한서》 권15상 왕자후표 上

| 선대 (첫 봉건) | 전한의 완구후 기원전 156년 4월 을사일 ~ 기원전 154년 | 후대 (봉국 폐지) |